# Kevin McHale
Edward Kevin McHale (nascido em 19 de dezembro de 1957) é um jogador e treinador de basquete aposentado americano que foi o número 3 do Draft da NBA de 1980 que atuou em treze temporadas no Boston Celtics.
Depois de sua carreira como jogador, ele trabalhou no Minnesota Timberwolves como gerente geral da equipe e mais tarde como treinador, Ele também foi treinador do Houston Rockets de 2011 a 2015. 
McHale atualmente trabalha como comentarista da NBA TV e para o popular programa da Turner Sports, NBA on TNT.

## Primeiros anos
McHale nasceu em Hibbing, Minnesota, tendo descendência croata por sua mãe e irlandês por seu pai.
Ele estudou na Hibbing High School e foi nomeado Mr. Basketball de Minnesota em 1976, quando levou sua equipe a um vice-campeonato no Campeonato Estadual de Minnesota.

## Carreira universitária
McHale jogou basquete universitário na Universidade de Minnesota de 1976 a 1980, com médias de 15,2 pontos e 8,5 rebotes por jogo.
Ele foi nomeado pra Primeira-Equipe da Big Ten em 1979 e 1980 e ainda ocupa o segundo lugar na lista de mais pontos (1704) e mais rebotes (950) na história da universidade.
Em 1995, para coincidir com o 100º aniversário do time de basquete da Universidade de Minnesota, ele foi selecionado como o melhor jogador da história do basquete masculino da Universidade de Minnesota.
McHale é famoso por um encontro com Chuck Foreman no vestiário de Minnesota. Foreman, um famoso jogador do Minnesota Vikings na época, estava parabenizando a equipe por uma vitória. Foreman estava apertando as mãos de todos os jogadores, quando ele chegou ao então desconhecido McHale, que mostrou  sua sagacidade cômica dizendo: "Prazer em conhecê-lo, Sr. Foreman. O que você faz para viver?"

## Carreira profissional

### Saindo do banco, "Sexto Homem" (1980-1985)
No Draft da NBA de 1980, os Celtics selecionaram McHale como a 3° escolha geral. A permanência de McHale em Boston teve um começo difícil, já que ele queria um contrato grande, ameaçando até mesmo jogar na Itália, antes de assinar um contrato de três anos com o Celtics. Sendo reserva de Larry Bird e Cedric Maxwell, McHale causou um impacto imediato e foi nomeado para o Primeiro-Time de Novatos. Boston terminou a temporada de estreia de McHale com um recorde de 62-20.
Nos playoffs, os Celtics varreu o Chicago Bulls na primeira rodada. Nas Finais da Conferência Leste, os Celtics venceram o Philadelphia 76ers por 4-3. McHale ajudou a salvar a vitória do jogo 6, bloqueando um arremesso de Andrew Toney e pegando o rebote com 16 segundos para proteger a vantagem de um ponto dos Celtics. Nas Finais da NBA, Boston derrotou o Houston Rockets em seis jogos para ganhar o décimo quarto título da equipe.
Os Celtics não conseguiu chegar até as finais da NBA nas duas próximas temporadas. O Philadelphia 76ers conseguiu uma vingança na Final da Conferência Leste de 1982, derrotando o Boston em casa no sétimo jogo. Nas semifinais da Conferência Leste de 1983, os Celtics foram varridos pelos Milwaukee Bucks. Esta derrota embaraçosa levou à demissão do treinador Bill Fitch e de um McHale temporariamente infeliz.
Após a temporada de 1982-83, o contrato de McHale com os Celtics expirou e o New York Knicks lhe fez uma proposta. Red Auerbach retaliou ao oferecer contrato para três dos melhores jogadores dos Knicks. Os Knicks fizeram propostas pelos seus jogadores e desistiriram de McHale. Ele finalmente assinou um novo contrato com Boston, seu contrato de US $ 1 milhão por temporada, o tornou o quarto jogador mais bem pago da NBA.
McHale conquistou o primeiro de seus prêmios consecutivos de Sixth Man of the Year Award, quando o Boston venceu 62 jogos na temporada de 1983-84. Com a contratação do novo treinador, K.C. Jones, e a aquisição de Dennis Johnson, Boston parecia preparado para conquistar seu décimo quinto título.
Depois de vencer os Knicks em 7 jogos, os Celtics se vingaram de Milwaukee na Final da Conferência Leste. Boston enfrentaria o Los Angeles Lakers nas Finais da NBA em um confronto muito antecipado.
No Jogo 4 das Finais, com os Celtics perdendo o jogo e a série, McHale fez uma dura falta em Kurt Rambis, arremessando-o violentamente enquanto ele corria para a cesta. A jogada desencadeou uma briga. Boston ganhou o jogo na prorrogação e empatou a série em 2-2. Eles finalmente prevaleceram em sete jogos para ganhar o décimo quinto título da franquia.
McHale continuou a sair do banco durante a primeira metade da temporada de 1984-1985, mas começou a ser titular em fevereiro de 1985, depois de Cedric Maxwell ter sofrido uma lesão no joelho. Em 3 de março contra o Detroit Pistons, McHale teve sua melhor noite de pontuação, fazendo 56 pontos. Duas noites depois, McHale marcou 42 pontos contra os Knicks, a única outra vez em sua carreira em que ele chegou a 40 pontos em um jogo. Os 98 pontos em jogos consecutivos ainda são um recorde dos Celtics.
O Boston conquistou seu segundo título consecutivo na Conferência Leste, mas foi derrotado nas Finais da NBA pelo rival Lakers. McHale liderou os Celtics na pontuação (26,0) e nos rebote (10,7) contra o Lakers, incluindo um impressionante Jogo 6, marcando 32 pontos e conseguindo 16 rebotes na derrota.

### Como titular, "Câmara da Tortura" (1985-1988)
Na temporada de 1985-86, os Celtics adquiriram o ex-MVP, Bill Walton, em uma troca com o Los Angeles Clippers em setembro de 1985. Boston enviou Cedric Maxwell para o Clippers para concluir a troca, abrindo caminho para que McHale assumisse o papel de titular em tempo integral. McHale teve uma média de mais de 20 pontos por jogo pela primeira vez em sua carreira (21,3).

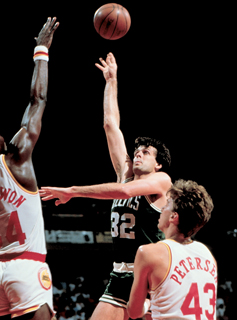
Kevin McHale sendo marcado por Hakeem Olajuwon e Jim Petersen durante as Finais da NBA de 1986.

Os Celtics terminaram a temporada com um recorde de 82-18 (incluindo os playoffs), maior marca da história da NBA. A equipe foi campeã da NBA depois de derrotar o Houston Rockets por 4-2.
Em sua sétima temporada profissional, McHale havia se tornado uma das forças ofensivas mais dominantes da NBA, ultrapassando, girando e manobrando defensor após defensor em sua "câmara de tortura". 
McHale teve sua melhor fase na temporada de 1986-1987, estabelecendo seus números mais altos da carreira em pontuação (26,1) e em rebotes (9,9). McHale foi nomeado para o Primeiro-Time da NBA, foi nomeado o melhor jogador defensor da NBA pelos treinadores da liga, e terminou em quarto lugar no prêmio de MVP, atrás de Magic Johnson, Michael Jordan e seu companheiro de equipe Larry Bird.
Em uma vitória contra o Chicago Bulls em 27 de março, McHale quebrou o osso navicular de seu pé direito. Ele ignorou o conselho dos médicos de que a lesão poderia ser uma ameaça à carreira e continuou a jogar. Nos playoffs, McHale, com dificuldades, alcançou a média de 39 minutos por jogo e ajudou Boston a ganhar novamente o título da Conferência Leste. Os machucados Celtics - além de McHale, Parish (entorse nos tornozelos) e Ainge (lesão na perna), também machucaram - e perderam para o saudável e renovado Lakers em seis jogos nas Finais da NBA de 1987.
A cirurgia em seu pé direito e tornozelo forçou McHale a ficar de fora do primeiro mês da temporada de 1987-1988. Ele marcou 22 pontos em 22 minutos de jogo em seu retorno ao Celtics em 1 de dezembro de 1987 contra o Atlanta Hawks.

### Lesão e declínio (1988-1993)
As lesões limitaram Larry Bird a seis jogos na temporada de 1988-89 e os Celtics tiveram um recorde de 42-40. O novo treinador. Jimmy Rodgers. levou a equipe para os playoffs como a oitava melhor campanha da Conferência Leste com a ajuda de McHale, Robert Parish e Reggie Lewis.
Os Celtics - sem Bird - enfrentou os Pistons nos playoffs pelo terceiro ano consecutivo. Detroit limitou McHale a apenas 19 pontos por jogo e eliminou Boston no caminho para seu primeiro título da NBA.
A temporada de 1989-90 marcou a última vez que McHale estava saudável o suficiente para jogar em todos os 82 jogos da temporada regular, mas a temporada foi decepcionante para Boston. O armador Brian Shaw deixou a equipe para jogar na Europa depois de uma disputa salarial, e Bird, que retornou às quadra, foi criticado por colegas de equipe, incluindo McHale, por tomar tentar tomar o controle do jogo.
O treinador Rodgers colocou McHale de volta em seu antigo papel de "sexto homem" com Ed Pinckney assumindo seu lugar no time titular. Com os Celtics com um recorde de 34-25, Rodgers decidiu colocar McHale no time titular mais uma vez e ele teve uma média de 24,2 pontos e 9 rebotes na reta final, com o Celtics tendo um recorde de 18-5 e terminando um jogo atrás do Philadelphia na Divisão do Atlântico.
Boston venceu os dois primeiros jogos da primeira rodada dos playoffs contra os Knicks. New York lutou e venceu os últimos três jogos da série, eliminando o Celtics. O treinador Jimmy Rodgers foi demitido após a decepção nos playoff.
McHale pensou na aposentadoria depois de realizar outra cirurgia no tornozelo direito, mas voltou para a temporada de 1990-91. Boston associou os jovens jogadores Dee Brown, Kevin Gamble e Brian Shaw - de volta à Europa - com Bird, McHale e Parish e contratou Chris Ford para ser o treinador principal da equipe.
Boston saltou para um recorde de 29-5, mas logo foi prejudicado pelas contusões de McHale (tornozelo) e Bird (costas). McHale perdeu 14 jogos na temporada regular e Bird perdeu 22, enquanto o Celtics foi para um recorde de 27-21 nos últimos três meses da temporada, dando a eles um recorde final de 56-26 e um título de divisão. Boston venceu o Indiana Pacers em cinco jogos na primeira rodada dos playoffs, mas na rodada seguinte, pela terceira vez em quatro anos, os Celtics foram eliminados por Detroit, desta vez em seis jogos.
Na temporada de 1991-92, McHale jogou em 56 jogos e Bird jogou apenas 45. O Boston lutou durante a maior parte da temporada regular, mas melhorou quando os playoffs se aproximaram, vencendo 15 dos seus últimos 16 jogos e terminando com 51 vitórias e com o primeiro lugar na Divisão do Atlântico; seu recorde foi o terceiro melhor da Conferência Leste.
Os Celtics varreram os Pacers na primeira rodada, mas foram derrotados em sete jogos nas semifinais de conferência pelo Cleveland Cavaliers. Bird se aposentou da NBA três meses depois, depois de ganhar uma medalha de ouro no Dream Team dos Jogos Olímpicos de Verão de 1992.
A temporada de 1992-93 foi a última de McHale na NBA. McHale jogou em 71 jogos, mas foi severamente prejudicado por lesões nas pernas e nas costas. Ele teve uma média de 10,7 pontos por jogo.
Na primeira rodada dos playoffs da NBA contra o Charlotte Hornets, os Celtics ficaram chocados com a perda de Lewis, que desmaiou na quadra durante o jogo 1 e foi diagnosticado com o que acabou se revelando um problema cardíaco fatal. McHale atuou brilhantemente na série, tendo uma média de 19,6 pontos por jogo, mas o Boston caiu para o Hornets em quatro jogos.
McHale anunciou sua aposentadoria enquanto conversava com os repórteres após a derrota no Jogo 4 em Charlotte.

## Pós-aposentadoria

### Diretoria
No verão de 1994, o novo dono do Minnesota Timberwolves, Glen Taylor, nomeou McHale como o novo Gerente Geral Adjunto. Em 1995, ele foi promovido a vice-presidente das operações de basquete; um de seus primeiros atos foi contratar o ex-companheiro de equipe da Universidade de Minnesota, Flip Saunders, como treinador dos Timberwolves.
Na próxima temporada, McHale decidiu selecionar Kevin Garnett como a quinta escolha geral do Draft da NBA de 1995. Embora Garnett tenha se tornado um dos melhores jogadores da NBA, os Timberwolves passaram apenas uma vez da primeira rodada dos playoffs nas doze temporadas de Garnett com a equipe.
Em 12 de fevereiro de 2005, os Timberwolves demitiram Saunders e McHale assumiu como treinador principal para o resto da temporada de 2004-05. Ele compilou um recorde de 19-12, mas não tinha interesse em continuar como treinador principal na época. Dwane Casey foi contratado como o novo treinador após a temporada.

### Treinador

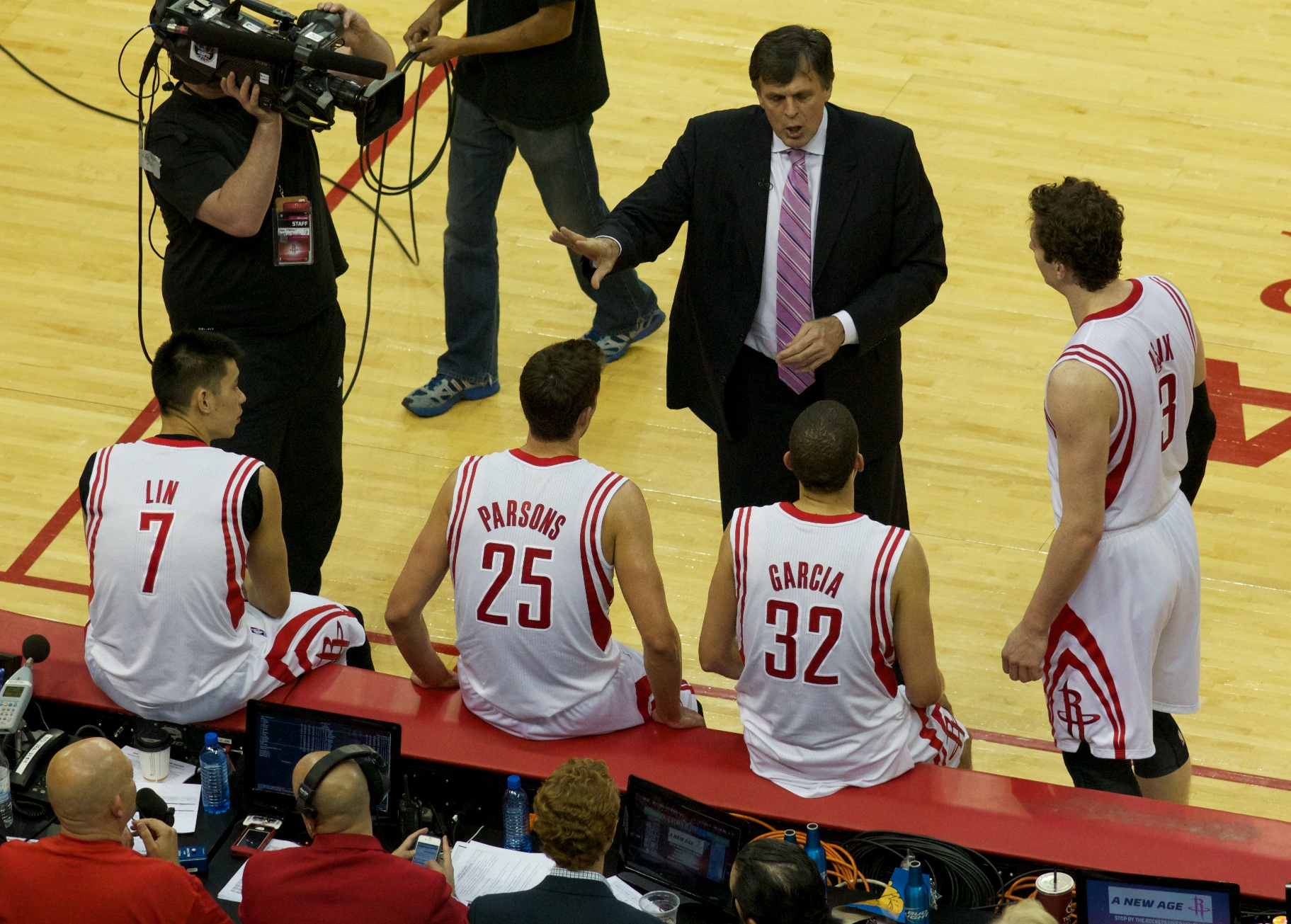
Kevin McHale falando com Jeremy Lin, Chandler Parsons, Francisco García e Ömer Aşık durante o Jogo 6 da Primeira Rodada dos playoffs de 2013.

Em 8 de dezembro de 2008, os Timberwolves anunciaram que McHale deixaria o cargo de VP de Operações de Basquete e mais uma vez assumiria o cargo de treinador principal, desta vez permanentemente. Em 17 de junho de 2009, no entanto, foi anunciado que McHale não voltaria como treinador dos Timberwolves para a temporada de 2009-10, e mais tarde foi substituído por Kurt Rambis.
Em 1° de junho de 2011, McHale foi nomeado treinador do Houston Rockets, substituindo Rick Adelman. Em 24 de dezembro de 2014, McHale assinou uma extensão de contrato de três anos para permanecer como treinador principal dos Rockets. Ele liderou os Rockets para as Finais da Conferência Oeste em 2015. No entanto, ele foi demitido em 18 de novembro de 2015, após quatro derrotas consecutivas e um início de 4-7 da temporada de 2015-16.
McHale é um dos seis membros da equipe campeã dos Celtics de 1985-86 a ter atuado como treinador da NBA (Larry Bird, Danny Ainge, Dennis Johnson, Sam Vincent e Rick Carlisle são os outros).

### Analista na TV
McHale começou a trabalhar para a TNT e a NBA TV como analista durante a temporada de 2009-10. Em 10 de outubro de 2016, ele assinou um contrato de vários anos para retornar à Turner Sports.

## Vida pessoal
Em 30 de junho de 1982, McHale se casou com sua esposa Lynn. Eles tiveram cinco filhos: Kristyn, Michael, Joseph, Alexandra e Thomas. Em 24 de novembro de 2012, Alexandra morreu aos 23 anos, após ser hospitalizada por lúpus por 14 dias.
McHale estrelou como ele mesmo em dois episódios da série Cheers: "Cheers Fouls Out" (Temporada 9, Episódio 2) e "Where Have All The Floorboards" (Temporada 10, Episódio 8). O último episódio também contou com Lynn McHale.

## Estatísticas

### Como jogador
| † | Campeão da NBA |

#### Temporada regular
| Ano      | Equipe   | PJ  | MPJ  | AP    | 3P   | LL   | RT  | AS  | BR  | TO  | PPJ  |
| -------- | -------- | --- | ---- | ----- | ---- | ---- | --- | --- | --- | --- | ---- |
| 1980–81† | Boston   | 82  | 20.1 | .533  | .000 | .679 | 4.4 | 0.7 | 0.3 | 1.8 | 10.0 |
| 1981–82  | Boston   | 82  | 28.4 | .531  | .000 | .754 | 6.8 | 1.1 | 0.4 | 2.3 | 13.6 |
| 1982–83  | Boston   | 82  | 28.6 | .541  | .000 | .717 | 6.7 | 1.3 | 0.4 | 2.3 | 14.1 |
| 1983–84† | Boston   | 82  | 31.4 | .556  | .333 | .765 | 7.4 | 1.3 | 0.3 | 1.5 | 18.4 |
| 1984–85  | Boston   | 79  | 33.6 | .570  | .000 | .760 | 9.0 | 1.8 | 0.4 | 1.5 | 19.8 |
| 1985–86† | Boston   | 68  | 35.3 | .574  | .000 | .776 | 8.1 | 2.7 | 0.4 | 2.8 | 21.3 |
| 1986–87  | Boston   | 77  | 39.7 | .604* | .000 | .836 | 9.9 | 2.6 | 0.5 | 2.2 | 26.1 |
| 1987–88  | Boston   | 64  | 37.3 | .604* | .000 | .797 | 8.4 | 2.7 | 0.4 | 1.4 | 22.6 |
| 1988–89  | Boston   | 78  | 36.9 | .546  | .000 | .818 | 8.2 | 2.2 | 0.3 | 1.2 | 22.5 |
| 1989–90  | Boston   | 82  | 33.2 | .549  | .333 | .893 | 8.3 | 2.1 | 0.4 | 1.9 | 20.9 |
| 1990–91  | Boston   | 68  | 30.4 | .553  | .405 | .829 | 7.1 | 1.9 | 0.4 | 2.1 | 18.4 |
| 1991–92  | Boston   | 56  | 30.4 | .509  | .000 | .822 | 5.9 | 1.5 | 0.2 | 1.1 | 13.9 |
| 1992–93  | Boston   | 71  | 30.4 | .459  | .111 | .841 | 5.0 | 1.0 | 0.2 | 0.8 | 10.7 |
| Carreira | Carreira | 971 | 31.0 | .554  | .261 | .798 | 7.3 | 1.7 | 0.4 | 1.7 | 17.9 |
| All-Star | All-Star | 7   | 17.9 | .500  | .500 | .857 | 5.3 | 1.1 | 0.1 | 1.7 | 8.7  |

#### Playoffs
| Ano      | Equipe   | PJ  | MPJ  | AP   | 3P    | LL   | RT  | AS  | BR  | TO  | PPJ  |
| -------- | -------- | --- | ---- | ---- | ----- | ---- | --- | --- | --- | --- | ---- |
| 1981†    | Boston   | 17  | 17.4 | .540 | .000  | .639 | 3.5 | 0.8 | 0.2 | 1.5 | 8.5  |
| 1982     | Boston   | 12  | 28.7 | .575 | .000  | .755 | 7.1 | 0.9 | 0.4 | 2.3 | 16.2 |
| 1983     | Boston   | 7   | 25.3 | .548 | .000  | .556 | 6.0 | 0.7 | 0.4 | 1.0 | 11.1 |
| 1984†    | Boston   | 23  | 30.5 | .504 | .000  | .777 | 6.2 | 1.2 | 0.1 | 1.5 | 14.8 |
| 1985     | Boston   | 21  | 39.9 | .568 | .000  | .807 | 9.9 | 1.5 | 0.6 | 2.2 | 22.1 |
| 1986†    | Boston   | 18  | 39.7 | .579 | .000  | .794 | 8.6 | 2.7 | 0.4 | 2.4 | 24.9 |
| 1987     | Boston   | 21  | 39.4 | .584 | .000  | .762 | 9.2 | 1.9 | 0.3 | 1.4 | 21.1 |
| 1988     | Boston   | 17  | 42.1 | .603 | 1.000 | .839 | 8.0 | 2.4 | 0.4 | 1.8 | 25.4 |
| 1989     | Boston   | 3   | 38.3 | .488 | .000  | .739 | 8.0 | 3.0 | 0.3 | 0.7 | 19.0 |
| 1990     | Boston   | 5   | 38.4 | .609 | .333  | .862 | 7.8 | 2.6 | 0.4 | 2.0 | 22.0 |
| 1991     | Boston   | 11  | 34.2 | .527 | .545  | .825 | 3.5 | 1.8 | 0.5 | 1.3 | 20.7 |
| 1992     | Boston   | 10  | 30.6 | .516 | .000  | .795 | 7.1 | 1.3 | 0.5 | 0.5 | 16.5 |
| 1993     | Boston   | 4   | 28.3 | .582 | .000  | .857 | 7.1 | 0.8 | 0.5 | 1.8 | 19.0 |
| Carreira | Carreira | 169 | 33.8 | .561 | .381  | .788 | 7.4 | 1.6 | 0.4 | 1.7 | 18.8 |

### Como treinador
|           |          |       |          |          |      |               | Playoffs | Playoffs | Playoffs | Playoffs |                               |
| Time      | Ano      | Jogos | Vitórias | Derrotas | %    | Classificação | Jogos    | Vitórias | Derrotas | %        | Resultado FInal               |
| --------- | -------- | ----- | -------- | -------- | ---- | ------------- | -------- | -------- | -------- | -------- | ----------------------------- |
| Minnesota | 2004–05  | 31    | 19       | 12       | .613 | 3rd Northwest | —        | —        | —        | —        | Não foi para os Playoffs      |
| Minnesota | 2008–09  | 63    | 20       | 43       | .317 | 4th Northwest | —        | —        | —        | —        | Não foi para os Playoffs      |
| Houston   | 2011–12  | 66    | 34       | 32       | .515 | 4th Southwest | —        | —        | —        | —        | Não foi para os Playoffs      |
| Houston   | 2012–13  | 82    | 45       | 37       | .549 | 3rd Southwest | 6        | 2        | 4        | .333     | Derrotado na Primeira Rodada  |
| Houston   | 2013–14  | 82    | 54       | 28       | .659 | 2nd Southwest | 6        | 2        | 4        | .333     | Derrotado na Primeira Rodada  |
| Houston   | 2014–15  | 82    | 56       | 26       | .683 | 1st Southwest | 17       | 9        | 8        | .529     | Derrotado nas Finais de Conf. |
| Houston   | 2015–16  | 11    | 4        | 7        | .364 | (Demitido)    | —        | —        | —        | —        |                               |
| Carreira  | Carreira | 417   | 232      | 185      | .556 |               | 29       | 13       | 16       | .448     |                               |

Fonte:

## Títulos e Homenagens
- 3× Campeão da NBA (1981, 1984, 1986)
- 7× All-Star Game da NBA (1984, 1986–1991)
- Primeira-Equipe da NBA (1987)
- 3× Primeira-Equipe Defensiva da NBA (1986–1988)
- 3× Segunda-Equipe Defensiva da NBA (1983, 1989, 1990)
- 2× Sexto Homem da NBA (1984, 1985)
- Primeira-Equipe de Novatos NBA (1981)
- Time do 50° Aniversário da NBA
- No. 32 aposentado pelo Boston Celtics
- No. 44 aposentado pela Universidade de Minnesota